# Squid (arma)
El Squid (calamar en idioma inglés) fue un arma antisubmarina equipada en buques durante la Segunda Guerra Mundial. Consistía en tres cañones de mortero que lanzaban cargas de profundidad. Reemplazó al sistema Erizo, y a su vez fue reemplazado por el sistema Limbo.

## Descripción y características
Llevado directamente de los tableros de diseño a la producción, fue equipado por primera vez en mayo de 1943, llegando a instalarse en 70 fragatas y corbetas durante el conflicto. El primer hundimiento confirmado fue el del U-333 el 31 de julio de 1944, por parte de la fragata HMS Loch Killin. En total se hundieron 17 submarinos durante 50 ataques con el Squid. 195 unidades del sistema fueron fabricadas hasta 1959.
El arma consistía en tres cañones de mortero montados en línea, ligeramente descentrados para aumentar la dispersión de los proyectiles. Los cañones estaban instalados en un afuste que podía rotar 90 grados para llevar a cabo la recarga. Los proyectiles pesaban 177 kg de los cuales 94 eran la carga explosiva de Minol. El hundimiento del proyectil se producía a una velocidad de 13,3 m/s, y se empleaba una espoleta cronométrica para ajustar la profundidad a la que estallaría, que como máximo podía ser de 274 metros.
El sistema estaba enlazado con el sonar de la nave, que lo disparaba automáticamente. Los proyectiles cubrían un área triangular de casi 40 metros de lado, 250 metros por delante de la nave. Muchos montajes Squid eran dobles, con lo que se cubrían dos triángulos opuestos frente a la nave. Los análisis de posguerra demostraron que el Squid era nueve veces más efectivo que las cargas de profundidad convencionales.